# باتريسيو يانيز
باتريسيو يانيز (بالإسبانية: Patricio Yáñez)‏ هو مدرب كرة قدم ولاعب كرة قدم تشيلي، ولد في 20 يناير 1961 في کیوتا في تشيلي. شارك مع منتخب تشيلي لكرة القدم. أما مع النوادي، فقد لعب مع ريال بلد الوليد وريال بيتيس وريال سرقسطة وكولو-كولو ونادي أونيفرسيداد دي تشيلي.

## وصلات خارجية
- باتريسيو يانيز على موقع الاتحاد الدولي (مؤرشف)  (الإنجليزية)
- باتريسيو يانيز على موقع الاتحاد الأوربي (الإنجليزية)
- باتريسيو يانيز على موقع قاعدة بيانات كرة القدم.إي يو (الإنجليزية)
- باتريسيو يانيز على موقع ناشيونال فوتبول تيمز (الإنجليزية)
- باتريسيو يانيز على موقع Soccerway.com (الإنجليزية)